# 高松公祐
高松 公祐（たかまつ きんさち）は、江戸時代後期の公卿・歌人。高松家3代当主。

## 経歴
安永3年（1774年）、2代当主・高松季昵の子として誕生。
官位は正二位・権中納言。著書に『松葉集』がある。
嘉永4年（1851年）、薨去。

## 系譜
- 父：高松季昵
- 母：不詳
- 妻：滋野井冬泰養女 - 滋野井公麗の娘
  - 長女：唐橋 - 種子、積子、徳川家斉の娘・峰姫付き上臈御年寄
- 生母不明の子女
  - 男子：実貫
  - 男子：高松季実
  - 男子：高松直実
  - 女子：公子
  - 四男：西四辻公業
  - 男子：高松保実 - 兄・季実の養子

## 歌道
高松家は歌道の家であり公祐も二条派の歌人として活躍した。